# 思い出はクレセント
『思い出はクレセント』（おもいではくれせんと）はTM NETWORKのメンバー・木根尚登が1993年2月21日 にリリースした2ndシングル。

## 概要
テレビ東京系「トランタン白書」エンディングテーマ。1stアルバム「Roots of The Tree」からのシングルカット。
C/Wの「I'm on Your side」もアルバムからのシングルカットであるが、こちらは -Strings Version- としてアレンジが異なっている。

## 収録曲
作詞：小室みつ子　作曲：木根尚登　編曲：奈良部匠平
1. 思い出はクレセント
2. I'm on Your side <Strings Version>